# 鮡冠孢虫
鮡冠孢虫（学名：Mitraspora glyptothoraxi）为球孢科冠孢虫属的动物。在中国，分布于四川等，营寄生生活，寄生在中华纹胸鮡的肾、膀胱。